# Hawker Fury
Hawker Fury là một loại máy bay tiêm kích hai tầng cánh của Anh, nó được trang bị cho Không quân Hoàng gia vào thập niên 1930. Nó có tên ban đầu là Hornet và là bản sao của loại máy bay ném bom hạng nhẹ Hawker Hart.

## Biến thể

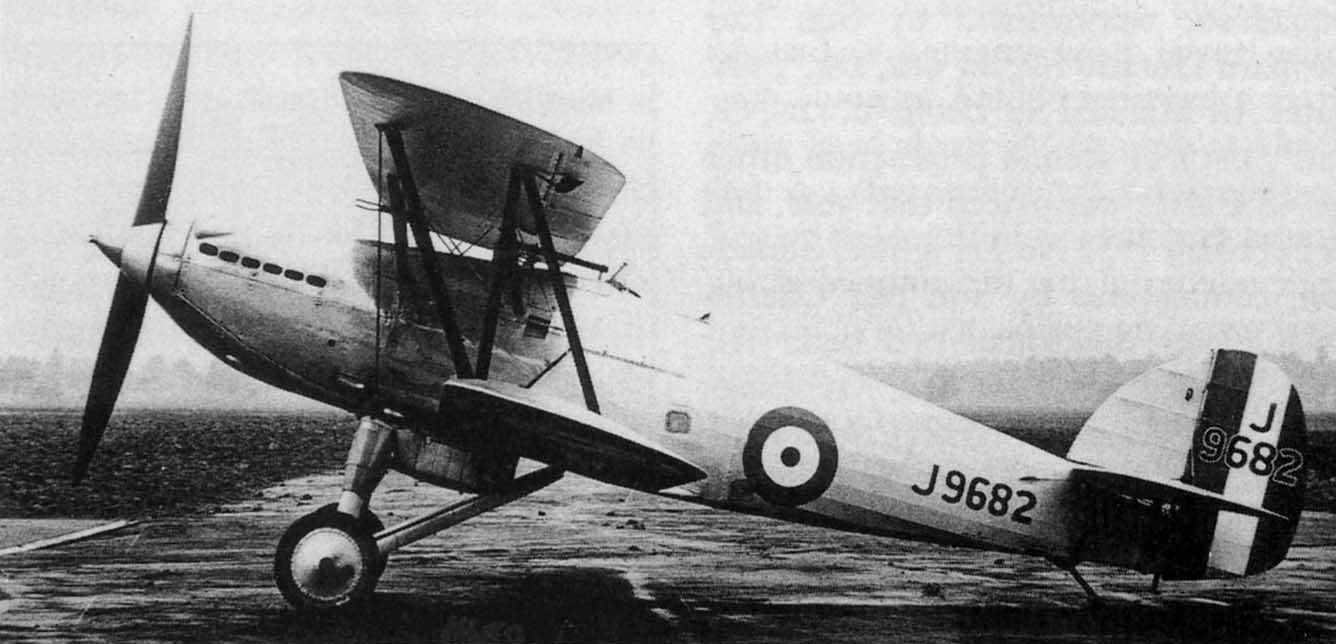
Hawker Hornet (mẫu thử Fury)

Hawker Hornet
Mẫu thử tiêm kích một chỗ. Trang bị động cơ Rolls Royce F.XIA và sau này là 480 hp (358 kW) F.XIS. Chỉ có 1 chiếc được chế tạo.
Fury Mk I
Phiên bản tiêm kích một chỗ, trang bị 1 động cơ 525 hp (391 kW) Rolls Royce Kestrel IIS.
Fury Series 1A
Tiêm kích một chỗ cho Nam Tư, giống với Fury Mk I lắp động cơ Kestrel IIS. Hawker chế tạo 6 chiếc. Chiếc đầu tiên trang bị động cơ 500 hp (373 kW) Hispano-Suiza 12 NB, nó có hiệu năng kém, và thay bằng động cơ Kestrel, chiếc thứ hai dùng cho thử nghiệm động cơ 720 hp (537 kW) Lorraine Petrel HFrs.
Intermediate Fury
Mẫu máy bay dùng để thử nghiệm như một mẫu thử, chỉ có 1 chiếc, mã định danh dân sự của Anh là G-ABSE.
High Speed Fury
Đầu tư mạo hiểm của công ty. Mẫu máy bay thử nghiệm tốc độ cao, được phát triển thành Fury Mk II; 1 chiếc.
Fury Mk II
Phiên bản tiêm kích một chỗ, trang bị động cơ 640 hp (477 kW) Rolls Royce Kestrel VI. Bay lần đầu ngày 3/12/1936. Chế tạo tổng cộng 112 chiếc.
Yugoslav Fury
Phiên bản tiêm kích sửa đổi cho Nam Tư, trang bị động cơ 745 hp Kestrel XVI. Hawker chế tạo 10 chiếc, giao hàng 1936-37, Nam Tư chế tạo thêm 40 chiếc nữa, do Ikarus (24) và Zmaj (16) chế tạo.
Persian Fury
Phiên bản tiêm kích một chỗ cho Ba Tư (ngày nay là Iran). 16 chiếc lắp động cơ Pratt & Whitney Hornet S2B1g.
Norwegian Fury
1 máy bay thử nghiệm, lắp động cơ 530 hp (395 kW) Armstrong-Siddeley Panther IIIA; 1 chiếc chế tạo cho Na Uy.
Portuguese Fury
Phiên bản sửa đổi của Fury Mk I, lắp động cơ Roll-Royce Kestrel II; 3 chiếc cho Bồ Đào Nha.
Spanish Fury
Phiên bản cải tiến của Fury Mk I, lắp động cơ 700-hp Hispano-Suiza 12Xbrs; 3 chiếc.

## Quốc gia sử dụng
Na Uy
- Không quân Na Uy

 Iran
- Không quân Đế quốc Iran

 Bồ Đào Nha
- Không quân Bồ Đào Nha

 South Africa
- Không quân Nam Phi

 Cộng hòa Tây Ban Nha
- Không quân Cộng hòa Tây Ban Nha

 Anh Quốc
- Không quân Hoàng gia[11]
  - Phi đoàn số 1 RAF – 2/1932 – 11/1938.
  - Phi đoàn số 25 RAF - 2/1932 – 10/1937.
  - Phi đoàn số 41 RAF – 10/1937 – 1/1939.
  - Phi đoàn số 43 RAF – 5/1931 – 1/1939.
  - Phi đoàn số 73 RAF – 3/1937 – 7/1937.
  - Phi đoàn số 87 RAF – 3/1937 – 6/1937.

 Nam Tư
- Không quân Hoàng gia Nam Tư

## Tính năng kỹ chiến thuật (Hawker Fury Mk II)
The British Fighter since 1912

### Đặc điểm riêng
- Tổ lái: 1
- Chiều dài: 26 ft 9 in (8,15 m)
- Sải cánh: 30 ft 0 in (9,14 m)
- Chiều cao: 10 ft 2 in (3,10 m)
- Diện tích cánh: 250 ft² (23,2 m²)
- Trọng lượng rỗng: 2.734 lb (1.240 kg)
- Trọng lượng có tải: 3.609 lb (1.637 kg)
- Động cơ: 1 × Rolls-Royce Kestrel IV, 640 hp (477 kW)

### Hiệu suất bay
- Vận tốc cực đại: 223 mph trên độ cao 16.500 ft (360 km/h trên độ cao 5.030 m)
- Tầm bay: 270 mi (435 km)
- Trần bay: 29.500 ft (8,990 m)
- Vận tốc lên cao: 2.600 ft/phút (13,2 m/s)
- Lực nâng của cánh: 14,4 lb/ft² (21,5 kg/m²)
- Lực đẩy/trọng lượng: 0,177 hp/lb (0,291 kW/kg)

### Vũ khí
- 2 khẩu Vickers Mk IV 0.303 in (7.7 mm)
- Bom